# Jean-Pierre Rampal

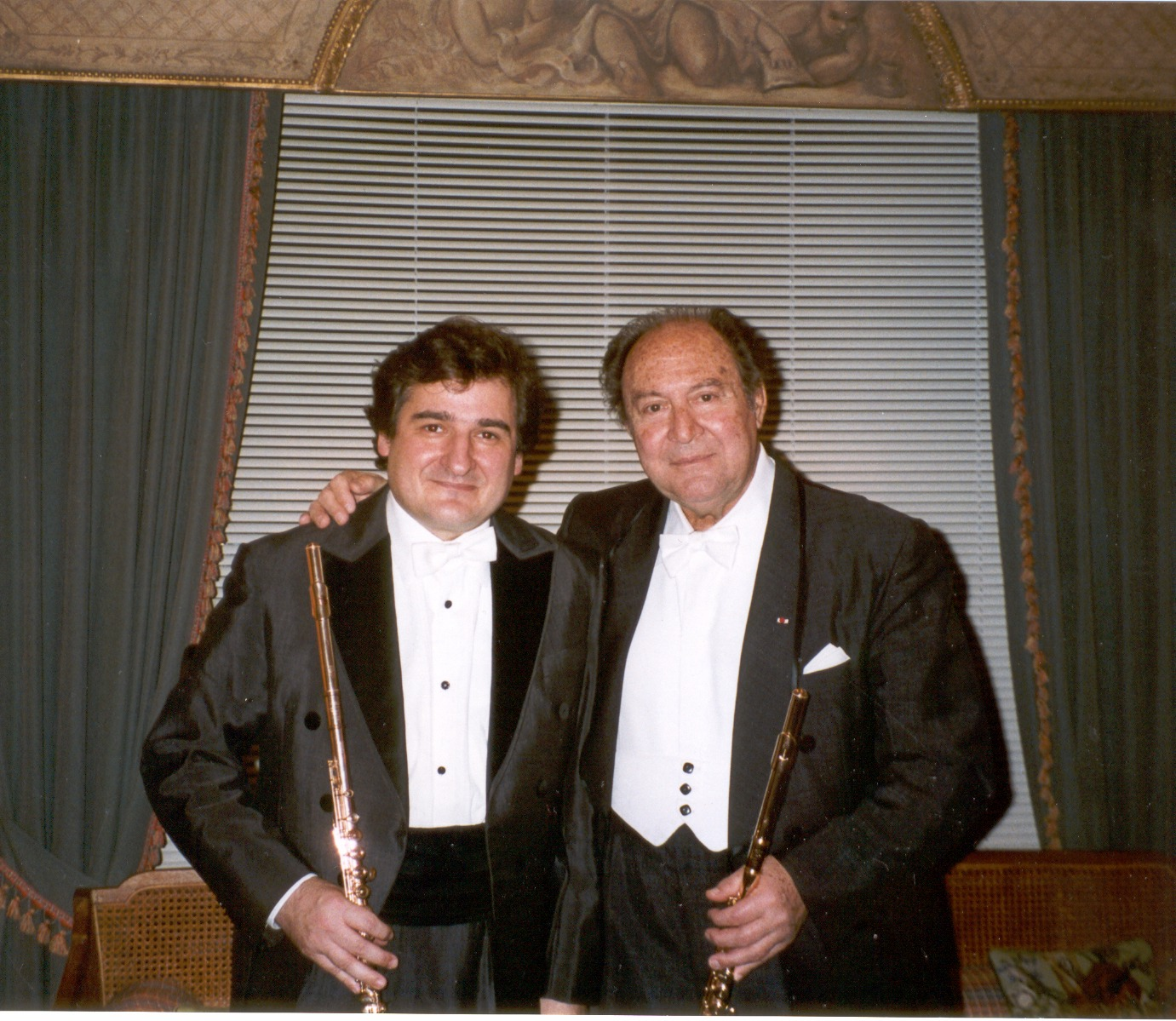
Rampal (dreta) junt amb el seu deixeble Claudi Arimany

Pierre de Jean Louis Rampal (Marsella, 7 de gener de 1922 - París, 20 de maig de 2000) va ser un flautista francès. És considerat el responsable directe de "retornar la popularitat de la flauta com a instrument solista clàssic com no ho havia estat des del segle XVIII".

## Biografia

### Primers anys
Nascut a Marsella, va ser el fill únic d'Andrée (nascut com Roggero) i el flautista Joseph Rampal.
Jean-Pierre Rampal es va convertir en el primer exponent de la flauta solista en temps moderns per establir-ho en el circuit de concerts internacional, per atreure aclamació i grans audiències comparables a aquelles de què gaudien cantants, pianistes i violinistes cèlebres. Era inusual que la flauta solista tingués àmplia presència als concerts d'orquestres, i no va canviar en els anys immediats posteriors a la Segona Guerra Mundial; tanmateix, l'estil de Rampal i la seva presència - era un home gran com per manejar un instrument prim - va aplanar el camí per a la següent generació de superestrelles flautistes com James Galway i Emmanuel Pahud.
Rampal va ser un intèrpret en la tradició de flautes francesa clàssica, encara que darrere la seva superior facilitat tècnica estava el temperament 'Llatí' cavallerós del sud del mediterrani, més que el caràcter més formal de l'elit d'institucions del nord de París. El seu pare es va formar amb Hennebains, que també va ensenyar a Rene le Roy i Marcel Moyse. El seu estil es caracteritzava per un so brillant, una elegància sonora en les frases en un paleta rica de colors de to subtils. Traspuava un atractiu, un virtuosisme lleugerament articulat que el públic emocionat en el seu auge, i el seu vibrato natural variava segons l'emoció de la música que tocava. Addicionalment, Rampal podia inspirar al mig de llargs passatges ràpids sense perdre la suavitat de la seva interpretació. La seva caixa alta i la gamma dinàmica àmplia eren especialment notables, i la lluminositat i crispness de la seva articulació de staccato (el seu "détaché"), sentida als seus primers enregistraments, era l'enveja de molts. 

### Començaments
Sota el tutelatge del seu pare, que era professor de flauta al Conservatori de Marsella i primera Flauta de l'Orquestra Simfònica de Marsella, Rampal va començar a tocar la flauta als dotze anys. Va estudiar el mètode Altès al Conservatori, on va guanyar el primer premi al concurs anual de flauta de l'escola el 1937 a l'edat de setze anys. Va ser també l'any del seu primer recital públic a la Salle Mazenod a Marsella. Aleshores, Rampal tocava com segona flauta al costat del seu pare a l'Orquestra dels Concertes Classiques de Marsella; privadament, tocaven duets junts gairebé tots els dies.
Tanmateix, la seva notable carrera en música -que s'estendria més de mig segle- va començar sense el ple encoratjament dels seus pares, que l'animaven a convertir-se en metge o cirurgià, ja que sentien que aquestes professions eren més fiables que la de músic professional. Al començament de la Segona Guerra Mundial, Rampal va ingressar a l'escola mèdica a Marsella, estudiant durant tres anys. El 1943 les autoritats de l'ocupació Nazi de França ho va seleccionar per a realitzar treballs forçats a Alemanya. Per evitar-ho, va fugir a París, on era més fàcil evitar ser descobert, canviant freqüentment d'allotjament.
Mentre a París, Rampal assistia a classes de flauta al Conservatoire de Paris, on va estudiar amb Gaston Crunelle des de gener de 1944, substituint anys més tard, a Crunelle com a professor de flauta al Conservatori. Després de només quatre mesos, la interpretació de Rampal de Le Chant de Linos d'André Jolivet li va fer guanyar el primer premi a la competició de flauta anual del conservatori, una consecució que emulava la del seu pare Joseph de 1919.

### Èxits de la postguerra
El 1945, després de l'alliberament de París, Rampal era convidat pel compositor Henri Tomasi -en aquell moment director de l'Orquestra Nacional de França- per a interpretar en directe a la Ràdio Nacional Francesa el concert de flauta de Jacques Ibert, escrit per a Marcel Moyse el 1934. Va posar en marxa la seva carrera de concertista aquella nit i va ser la primera de moltes emissions. Amb la promoció de la flauta com a instrument de concert solista en aquell moment, Rampal va reconèixer que havia pres el seu exemple de Moyse, qui havia gaudit de considerable popularitat entre guerres, tot i que no a escala internacional.
Amb la guerra sobre, Rampal se'n va embarcar en una sèrie d'actuacions: al principi, dins de França i més tard, el 1947, a Suïssa, Àustria, Itàlia, Espanya, i els Països Baixos. Gairebé des del començament, va estar acompanyat pel pianista i clavicembalista Robert Veyron-Lacroix, que havia conegut al Conservatori de París el 1946.  En contrast amb el seu propi temperament de provençal un xic emocional, Veyron-Lacroix era un personatge més refinat (d'una "veritable classe alta parisenca"), però immediatament es varen trobar l'un amb l'altre en una societat musical en perfecte equilibri. L'aparició d'aquest duo després de la guerra s'ha descrit com una "completa novetat", permetent-los de fer públic un impacte ràpid en la música del moment a França i arreu.
El març de 1949, i amb un cert escepticisme, varen contractar la Salle Gaveau a París per a interpretar, el que llavors semblava una idea radical, un programa de recital constituït només per música de cambra per a flauta. Va ser un dels primers recitals de flauta i piano que la ciutat havia vist, i va provocar una gran "sensació". L'èxit va animar Rampal a continuar aquesta línia. El recital es va repetir l'any següent a París, i les notícies de la virtuositat dels joves intèrprets flautistes s'estengueren. A començaments dels anys 1950, el duo va fer emissions regulars de ràdio i va donar concerts dins de França i altres llocs a Europa. La seva primera gira internacional va arribar el 1953: un viatge a través de les illes d'Indonèsia on les audiències dels expatriats els varen rebre càlidament. Des de 1954 en endavant varen tenir els seus primers concerts a Europa oriental, especialment a Praga, on va estrenar el Concert de Flauta de Jindrich Feld el 1956. El mateix any, va debutar a Canada, al festival Menton on tocava per primera vegada en concert amb el violinista Isaac Stern, que es convertiria en un amic per a tota la vida i que va mostrar una influència considerable en l'aproximació de Rampal a l'expressió musical.
En aquella època, Rampal tenia la vista posada a Amèrica, i el 14 de febrer de 1958 ell i Veyron-Lacroix varen debutar als Estats Units amb un recital de Poulenc, Bach, Mozart, Beethoven, i Prokofiev a Washington DC a la Biblioteca del Congrés. Després, Day Thorpe, crític de música de l'Estrella de Washington, escrivia: "Encara que he sentit molts grans intèrprets de flauta, la màgia de Rampal encara sembla que sigui única. A les seves mans, la flauta són tres o quatre instruments - fosc i ominós, brillant i pastoral, alegre i salat, amorós i límpid. La virtuositat de la tècnica en passatges ràpids simplement no es pot expressar en paraules." El 1959, Rampal va fer el seu primer concert important a l'Ajuntament de Nova York. L'èxit de la parella de Rampal amb Veyron-Lacroix va produir molts enregistraments que vencen premi, notablement el seu doble de 1962 Lp de les sonates de flautes Bach completes. Actuaven i viatjaven junts durant uns 35 anys, fins als primers anys 1980, quan es forçava Veyron-Lacroix a retirar-se a causa de malament salut. Rampal llavors formava un nou i també corrent molt de temps societat musical amb el pianista americà John Seele Ritter.
Fins i tot mentre seguia la seva carrera com a solista, Rampal romania un intèrpret de conjunt dedicat durant la seva vida. El 1946, ell i l'oboista Pierre Pierlot fundaven el Quintette un Respirador Francais (Quintet de Vent Francès), formava d'un grup d'amics musicals que havien fet el seu camí durant la guerra: Rampal, Pierlot, clarinetista Jacques Lancelot, bassoonist Paul Hongne, i intèrpret de trompa Gilbert Coursier. A principis de 1944 havien tocat junts, emetent de nit des d'una emissora de ràdio pirata al Club d'Essai de Pierre Schaeffer a la rue de Bec, fent un programa de música prohibida pels nazis, que incloïa obres amb ramificacions jueves de compositors com Hindemith, Schoenberg i Milhaud. El Quintet va romandre actiu fins als anys 1960.
Entre 1955 i 1962, Rampal seguia el correu de Flauta Principal a l'Òpera De París, tradicionalment la posició orquestral més prestigiosa oberta a un flautista francès. Un havent-s'hi casat el 1947 i ara un pare de dos, el correu li oferia uns ingressos regulars per compensar els vagaries de la vida d'autònom, tot i que la seva carrera de solo com a artista d'enregistrament s'estava desenvolupant ràpidament. Aquella carrera era prendre'l a l'Òpera de París per períodes estesos durant el seu arrendament allà.

### Recuperant el Barroc
El primer enregistrament comercial de Rampal, feia el 1946 pel Boite una etiqueta Musique a Montparnasse, París, era del Quartet de Flauta de Mozart a D, amb el Trio Pasquier. Entre compositors, Mozart havia de romandre el seu amor principal ("Mozart, és veritable, és un déu per a mi", deia en la seva autobiografia), però Mozart de cap manera no formava la pedra angular dels treballs de Rampal. Un element clau en l'èxit de Rampal en els anys immediatament després de World War Ii de banda de seu evident era habilitat la seva passió per la música de l'era de Barroc. De banda d'uns quants treballs per Bach i Vivaldi, la música de Barroc era quieta en gran part desconegut quan Rampal començava fora. Estava bé conscient que la seva determinació de promoure la flauta com a instrument de solo prominent exigia que un repertori ampli i flexible donés suport a l'esforç. Consegüentment, sembla que hagi estat segur en la seva pròpia ment des del començament sobre la importància, com un recurs confeccionat, de l'anomenada "Edat d'or de la Flauta", com l'era de Barroc s'havia tornat conegut. Centenars de concerts i els treballs de CAMBRA escrits per a la flauta al 18è segle havien caigut a obscuritat, i reconeixia que l'abundància enorme d'aquest primer material podria oferir possibilitats a llarg termini per a un solista que aspira.
Tanmateix, Rampal no era el primer intèrpret de flautes per haver pres un interès en el Barroc. El catàleg de música de flautes enregistrada en discs de 78 rpm mostra que hi havia algun previ gust de la música de Vivaldi, Telemann, Handel, Pergolesi, Scarlatti, Leclair, Loeillet, i altres. Claude-paul Taffanel, del qual àmpliament es considerava que era el pare de l'Escola De Flauta Francesa, tenia una simpatia per la música del Barroc i era el primer per reactivar interès en les sonates de flautes de J.S. Bach i els concerts de flautes de Mozart. l'alumne de Taffanel que Louis Fleury continuava aquest interès durant els seus Concerts de Société des d'Autrefois i les seves actuacions amb el Respirador d'à d'Instruments de Société Moderne des, i també supervisava la publicació d'un cert nombre de resultats. Marcel Moyse, que portava la flauta a un nivell nou de popularitat entre les Primeres i Segones Guerres Mundials, enregistrava peces per Telemann, Schultze, i Couperin; del treball de Bach, enregistrava els Concerts de brandenburg, la Suite Núm. 2 en Menor B per a flauta i orquestra, i el Trio Sonata per a Flauta, Violí, i Baix. de la Mateixa Manera, le Rene Roy, un solista igualment cèlebre a Europa i Amèrica durant els anys 1930 i 1940, aconseguia èxit amb actuacions de sonates de Barroc, i també feia interpretant el Partita de Bach EN UN MENOR PER A FLAUTA SOLA una especialitat personal després que la peça es redescobrís el 1917. Però cap dels predecessors de Rampal no s'havia compromès amb el seu focus implacable i dedicació, ni feia ells igual el seu coneixement enciclopèdic del període i repertori.
Rampal seguia la seva passió pel repertori de Barroc sistemàticament i amb entusiasme extraordinari. Fins i tot abans de World War Ii, havia començat a recollir pentagrama obscur de la fabricació de Barroc ell mateix familiaritzat amb editors originals i catàlegs, tot i que molt poques edicions publicades estaven llavors disponibles. Passava a investigar en biblioteques i Arxiva a París, Berlín, Viena, Torí, i cada dues ciutats essencials en les quals actuava, i Es corresponia amb altres a través del món musical. Des de fonts originals, desenvolupava una comprensió detallada de l'estil de Barroc. Estudiava Quantz i el seu tractat famós Tocant La Flauta (1752), i més tard adquiria una còpia original d'això. Per a Rampal, el llegat de Barroc era combustible per endurir-se encès un interès renovat en la flauta, i era la seva energia seguint aquest objectiu que el posava a part de seu renuncia. Mentre que el Le Roy, Laurent i Barrère tenien tot enregistrava dos o tres de les sonates de flautes de Bach entre 1929 i 1939, entre 1947 i 1950 Rampal els enregistrava tots per a à Boîte Musique, i estava començant regularment a realitzar les sonates Bach completes en recital, organitzant-los a l'altre costat de dos vespres. També, tan primer com 1950-51 es convertia el primer enregistrar els sis dels concerts de Op.10 de Vivaldi, un exercici que era repetir unes quantes vegades en anys posteriors.
Rampal havia notat que el temps estava bé. En una entrevista amb el New York Times, oferia una explicació per l'apel·lació de música de Barroc després de la guerra: "Amb tot aquest mal desordre que teníem a Europa durant la guerra, la gent estava buscant alguna cosa més silenciosa, més estructurada, més ben equilibrat que música Romàntica."
En procés d'excavar oblidat treballa per a l'actuació, Rampal també havia de descobrir maneres noves de tocar la música d'aquella era. Aplicava el seu propi to brillant i la vivacitat i llibertat del seu estil als texts originals, desenvolupant pel camí una aproximació molt individual a interpretació i, després de l'estil de Barroc, a ornamentation improvisat. A través de, Rampal mai no es temptava de realitzar en un instrument de període; el moviment que defensava instruments "autèntics" per a l'actuació "veritable" de música de Barroc no havia emergit encara. En canvi, consumia la plena gamma d'efectes oferts per la flauta moderna revelar elegància fresca i matís a les composicions de Barroc. Era aquesta riquesa modernitat el i claredat del seu so i la llibertat i personalitat en seu combinat d'expressió amb un sentit de tresors ocults que es comparteixen que cridaven l'atenció d'un públic musical més ampli. "Enchantment és la millor paraula possible per descriure aquest concert", deia un reespectador canadenc per Le Devoir el 1956; "Jugant Rampal pegat jo a través de la seva varietat, la seva flexibilitat, el seu color i damunt tota la seva vivacitat." Aquest efecte sorprenent es pot sentir sobre els seus primers enregistraments, entre 1946 i 1950. Durant aquest període, Rampal de pressa es beneficiava del naixement del disc de gramòfons que juga molt de temps. Abans de 1950, tots els seus enregistraments eren en discs de 78 rpm. Després de 1950, el 33 rpm que JUGA MOLT DE TEMPS era llibertat molt més gran permesa d'acollir la proporció a què estava cometent actuacions per enregistrar. Alhora, el naixement de l'edat de televisió assegurava una prominència més àmplia a França que qualsevol anterior intèrpret de flautes a Rampal, durant les seves moltes aparicions de concert i recital durant els últims anys 1950 i més enllà.
Així, fins i tot durant els primers 15 anys després de la guerra, Rampal cobria una quantitat enorme de camp en aquesta empresa, i la redescoberta de posguerra del Barroc es tornava inseparable de la pròpia carrera de solo que es desenvolupava de Rampal. Una gran quantitat del material Rampal funcionava i enregistrava també publicava, recollides de pentagrama que supervisen en els dos Europa i el Nosaltres. En la seva autobiografia, comentava que l'havia sentit part de la seva "obligació" per expandir tant com possible el repertori per a flautistes amics així com per a si mateix. Intentant mantenir possible la flauta abans del públic musical en el sentit més ampli, Rampal també jugava a tants grups i combinacions com podia, un costum que continuava pel que fa a la resta de la seva vida.
El 1952 fundava el
 de Barroc de Conjunt París, presentant Rampal mateix, Veyron-Lacroix, Pierlot, Hongne, i el violinista Robert Gendre. Romanent junt durant gairebé tres dècades, demostrava un dels primers grups musicals que el conjunt descobria el repertori de cambra del 18è segle.

### Col·laboracions
Durant els seus enregistraments per a etiquetes incloent-hi L'Oiseau-Lyre i, del mig-1950, Erato, Rampal continuava donant moneda nova a molts concerts "perduts" per compositors italians com Tartini, Cimarosa, Sammartini, i Pergolesi (sovint col·laborant amb Claudio Scimone i jo Solisti Veneti), i compositors francesos incloent-hi Devienne, Leclair, i Loeillet, així com uns altres treballs des del jutjat de Potsdam del rei que juga flautes Frederick el Gran. La seva col·laboració de 1955 a Praga amb flautista de txec, compositor, i Munclinger de MILÀ de conductor ocasionava un enregistrament que venç premi de concerts de flautes per Benda i Richter. El 1956, amb Louis Froment, enregistrava concerts en menor A i comandant G per C.p.e. Bach. Uns altres compositors de l'era, com Haydn, Handel, Stamitz, i Quantz, també figuraven significativament al seu repertori. Era obert a experimentació; una vegada que, durant per damunt doblatge laboriós, jugava les cinc parts en un primer enregistrament d'un quintet de flautes per Boismortier. Rampal era el primer flautista per enregistrar més, si no tots els treballs de flautes per Bach, Handel, Telemann, Vivaldi, i uns altres compositors que ara comprenen el repertori bàsic per a intèrprets de flautes.
Malgrat el seu compromís al Barroc, Rampal estenia el seu investiga a les eres Clàssiques i Romàntiques per establir una bit de continuïtat al repertori del seu instrument. Per exemple, el seu primer "recital" Lp, alliberat tant a Amèrica com a Europa, presentava música des de Bach, Beethoven, Hindemith, Honegger, i Dukas. De banda d'enregistrar compositors familiars com Mozart, Schumann, i Schubert, Rampal també ajudava a portar els treballs de compositors com Reinecke, Gianella, i Mercadante altra vegada a vista. Addicionalment, mentre el Barroc havia proporcionat la plataforma pel seu ressorgiment de la flauta, Rampal estava bé conscient que la salut de la seva apel·lació que continuava depenia que ell i altres mostressin la gamma sencera del repertori. Des del començament, els seus programes de recital incloïen composicions modernes també. Rampal donava la primera actuació Occidental de la Sonata de Prokofiev per a Flauta i Piano a D, que durant els anys 1940 estava en perill de ser escollit per al violí, però que s'ha tornat de llavors ençà establert com a favorit de flautes. Sobre la seva carrera, realitzava totes les obres mestres de flautes que es componien en la primera part del 20è segle, incloent-hi treballs per Debussy, Ravel, Roussel, Ibert, Milhaud, Martin, Hindemith, Honegger, Dukas, Françaix, Damase, Kuhlau, i Feld.
Com a músic de cambra, continuava col·laborant amb altres solistes nombrosos, formant col·laboracions especialment properes i molt de temps duradores amb Popa D'isaac de violinistes i cellist Mstislav Rostropóvitx. Un cert nombre de compositors escrivien especialment per a Rampal, incloent-hi Henri Tomasi (Sonatine caure flûte seule, 1949), Jean Françaix ( Divertimento, 1953), Andre Jolivet ( Concerto, 1949), Jindich Feld ( Sonata, 1957), I Jean Martinon ( Sonatine). Altres incloïen Jean Rivier, Antoine Tisne, Serge Nigg, Charles Chaynes, i Maurice Ohana. A més a més, ell premiered un nombre gran de treballs per compositors contemporanis com Leonard Bernstein, Aaron Copland, Ezra Laderman, DAVID DIAMOND, i Krzysztof Penderecki. Transcrivint el 1968, al mateix suggeriment del compositor, del Concert De Violí D'ARAM KHATCHATURIAN (enregistrat 1970) mostrava la disposició de Rampal d'ampliar el repertori de flautes més prenent en préstec a uns altres instruments. El 1978, el compositor americà d'armeni Alan Hovhaness escrivia a la seva Simfonia Núm. 36, que contenia una melòdica flauta en part feta a mida especialment per Rampal, qui donava l'actuació d'estrena del treball en concert amb l'Orquestra Simfònica Nacional.
L'única peça dedicada a Rampal que mai públicament no interpretava era el Sonatine (1946) per Pierre Boulez, which-with les seves xifres punxegudes, explosives i ús extravagant d'agita-tonguing-ell trobat massa abstracte per al seu gust. Rampal confirmava la seva aversió a música que s'assemblava "als esborranys per un lampista... les peces que desapareixen pessiguen, twonk, colpejar, esbufegar tant no m'inspira."
Una peça en particular, escrita amb Rampal al cap, s'ha convertit de llavors ençà en un nivell modern en el repertori de flautes essencial. Al compatriota de Rampal Francis Poulenc li encarregava la Fundació De Coolidge d'Amèrica el 1957 que escrigués una peça de flautes nova. L'estrena mundial oficial de la Sonata de Poulenc per a Flauta i Piano era actuat 17 de juny de 1957 per Rampal, acompanyat pel compositor, al Festival De Strasbourg. No oficialment, tanmateix, l'havien realitzat un dia o dos més d'hora a una audiència distingida d'un: el pianista Artur Rubinstein, un amic de Poulenc, era incapaç de quedar-se a Strasbourg al vespre del concert mateix, i així el duo el complaïa amb una actuació privada. Poulenc era llavors incapaç de viatjar a Washington pel Nosaltres estrena 14 de febrer de 1958, així Veyron-Lacroix prenia el seu lloc, i la sonata es convertia en un oferiment clau a Rampal Nosaltres debut de recital, ajudant a llançar la seva carrera transatlàntica molt de temps viscuda.

### L'homme de la flûte d'or
Com el propietari de la flauta d'or només sòlida (núm. 1375) feta, el 1869, pel gran artesà francès Louis Lot, Rampal era el primer "Home" internacionalment cèlebre "Amb la Flauta Daurada". Els rumors de la supervivència del Lot d'or de 18 quirats havien estat circulant a França durant anys abans del Second World War, però ningú no sabia on se n'havia anat la peça. El 1948, gairebé de casualitat, Rampal adquiria l'instrument d'un comerciant d'antiguitats que havia volgut fondre l'instrument per a l'or evidentment inconscient que era en possessió de l'equivalent de flautes d'un Stradivarius.  Amb l'ajuda familiar, Rampal recollia prou fons per rescatar l'instrument preciós, i passava a actuar i disc amb això durant 11 anys.  En entrevistes, Rampal deia que pensava l'or per contrast amb fet d'argent el seu so naturalment brillant, brillant "una bit més fosc; el color està una bit calor, m'agrada". Només el 1958, quan Ens presentava durant el seu debut la gira amb un instrument d'or de 14 quirats feia després del dibuix de Lot prop de la Companyia de Flauta William S. Haynes de Boston, Rampal parava de fer servir l'original de 1869. Després d'una final que enregistra a Londres, consignava el Lot daurat a la seguretat d'una volta bancària a França, i després feia l'Haynes el seu instrument de concert d'elecció.

### Celebritat
A través dels anys 1960, 1970, i 1980, Rampal romania especialment popular en el Nosaltres i Japó (on havia viatjat primer el 1964). Visitava Amèrica anualment, actuant a cada Carnegie Hall i Avery Fisher Hall de Hollywood-i era una presència regular al Principalment Mozart Festival en el Centre De Lincoln a Nova York. Al seu més ocupat, interpretava entre 150 i 200 concerts a l'any.
La seva gamma s'estenia bé més enllà de l'ortodox: al costat de l'efusió d'enregistraments clàssics, enregistrava cançons folklòriques catalanes i escoceses, Música índia amb sitarist Ravi Shankar, i, acompanyat pel Laskine de Lliri d'arpistes francès distingit, un àlbum de melodies folklòriques japoneses que s'anomenava àlbum de l'any al Japó, on es tornava adorat per una generació nova d'intèrprets de flautes de gemmació. També enregistrava draps de Scott Joplin i Gershwin, i col·laborava amb el pianista de jazz francès Claude Bolling. La Suite Per A Flauta I Jazz Piano (1975), escrit per Bolling especialment per a Rampal, se n'anava a la part superior del Nosaltres tanca publicitària cartes i romania allà durant deu anys. Això alçava el seu perfil amb el públic americà fins i tot més lluny i conduïa, el gener de 1981, a una aparició Tv damunt Jim Henson El Muppet Apareix, on jugava "Vet aquí, Sent l'Alosa Mansoia" amb Miss Piggy-and, adequadament abillat, "Facilitat a Avall la Carretera" en una escena balderament basada en el folktale del PIED PIPER.
Faci retrocedir a l'escenari clàssic, no tenia por per ser, com el posava, "una bit d'un pernil"; quan actuant Scott Joplin Ragtime Ballar i Stomp com que un auditori encore, per exemple, proporcionava percussió extra donant cops amb els seus peus rítmicament en escena a temps a la música.
Mentrestant, el Bolling i Rampal s'ajuntaven una altra vegada per a Bolling Suite de Picnic (1980) amb el guitarrista Alexander Lagoya, el Suite Núm. 2 per a Flauta i Jazz Piano (1987), i també realitzar la cançó de tema instrumental "Adéu Per Ara" per Stephen Sondheim per Vermells, l'Oscar-winning de Warren Beatty 1981 pel·lícula sobre la revolució Comunista a Rússia. La seva reputació com a solista de celebritat a Amèrica convenia tal que, com Esquire comunicat, un crític el batejava "l'Alexander de la flauta, sense mons nous per conquerir." Després d'una actuació del Concert de Mozart Per A Flute, ARPA, i ORQUESTRA amb el Nova York Filarmònic el 1976, New York Times crític que HAROLD C. SCHONBERG escrivia "A Mr. Rampal, amb la seva línia llarga fàcil, el seu to dolç i pur i el seu musicianship sensible, és naturalment un dels grans flutists en la història." Durant aquests anys de celebritat creixent, Rampal continuava investigant i editant edicions de música de fulls de flauta treballa per a editorials incloent-hi Georges Billaudot a París i la Companyia de Música Internacional en el Nosaltres.

### Consecució
Anomenant Rampal "un artista indiscutiblement essencial", el New York Times deia "La popularitat de Rampal es basava en qualitats que li guanyaven elogi coherent de crítics i músics durant les primeres dècades de la seva carrera: musicianship sòlid, comanda tècnica, control de respiració estrany, i un to distintiu que centren la riquesa Romàntica esquivada i vibrato calent a favor de claredat, radiància, i un paleta ample de coloracions. Els flutists més joves assíduament estudiaven i intentaven copiar les seves aproximacions a tonguing, que toca, embouchure (la posició dels llavis en el portaveu) i respirant."
De banda des del seu propi llegat enregistrat, era tant durant la seva inspiració d'uns altres músics que la contribució de Rampal es pugui apreciar. Durant els anys més ocupats de la seva carrera de concert, continuava Rampal a temps de descobriment d'ensenyar-ne altres, animant els seus estudiants escoltar no solament a uns altres intèrprets de flautes, sinó per també prendre inspiració d'altre gran musical ser intèrprets ells pianistes, violinistes, o cantants. Mantenia una opinió clara sobre l'equilibri correcte entre "virtuositat" i aspirant a expressiveness musical real. "Naturalment", deia, "ha de dominar tots els problemes de tècnica per ser lliure d'expressar-se a través del seu instrument. Pot tenir una imaginació gran i un cor gran però no ho pot expressar sense tècnica. Però la primera qualitat que ha d'haver de ser bo, per estar inspirant, és el so. Sense el so no pot aconseguir res. El to, el so, el sonorité és més important. Altrament, amb els dits de manera sola no és prou... tothom aquests dies té els dits, la virtuositat... però el so, el to, que no és tan fàcil."
Seguint la fundació de l'Acadèmia d'Estiu Bonica el 1959, Rampal tenia classes allà anualment fins a 1977. El 1969 succeïa Gaston Crunelle com a professor de flautes al Conservatori de París, una posició que ocupava fins a 1981. Quan James Galway de 21 anys buscava Rampal fora a París durant els primers anys 1960, Galway sentia que se n'estava anant a la competició "el mestre". Com Galway diu que en "la" seva pròpia autobiografia, Per a mi, naturalment, era simplement una sensació conèixer aquest gran músic; com un Heifetz de reunió de trampes."
Rampal s'enduia Galway de l'Òpera de París per mirar ell joc, i, deia Galway, l'inspirat més que ensenyat en les ocasions que eren junts. William Bennett, també, ha fet comentaris sobre l'entusiasme contagiós de Rampal per a la fabricació de música: "el seu repute venia més de seu musical brillar i la personalitat feliç que emetia a l'audiència". Bennett també havia buscat Rampal fora per a lliçons a París i era instantàniament plagut amb l'humor ell seu, i seu generositat especialment perquè comparteixi el meu entusiasme per a uns altres grans intèrprets com Moyse, Dufrene & Crunelle".
Els estudiants americans principals de Rampal inclouen concert i l'artista d'enregistrament Robert Stallman i Ransom Wilson, que ha seguit als passos del seu mentor com conductor així com flautista. Wilson deia: "El regal més gran de Rampal era el seu mateix alcohol. Sí, era un dels flutists més grans en la història, però aquella consecució empal·lidia en comparació a seu contagiós joie de vivre. Tenia tal passió musical que tots els membres d'audiència sentien que se'ls estava donant un concert privat.

### Vida familiar

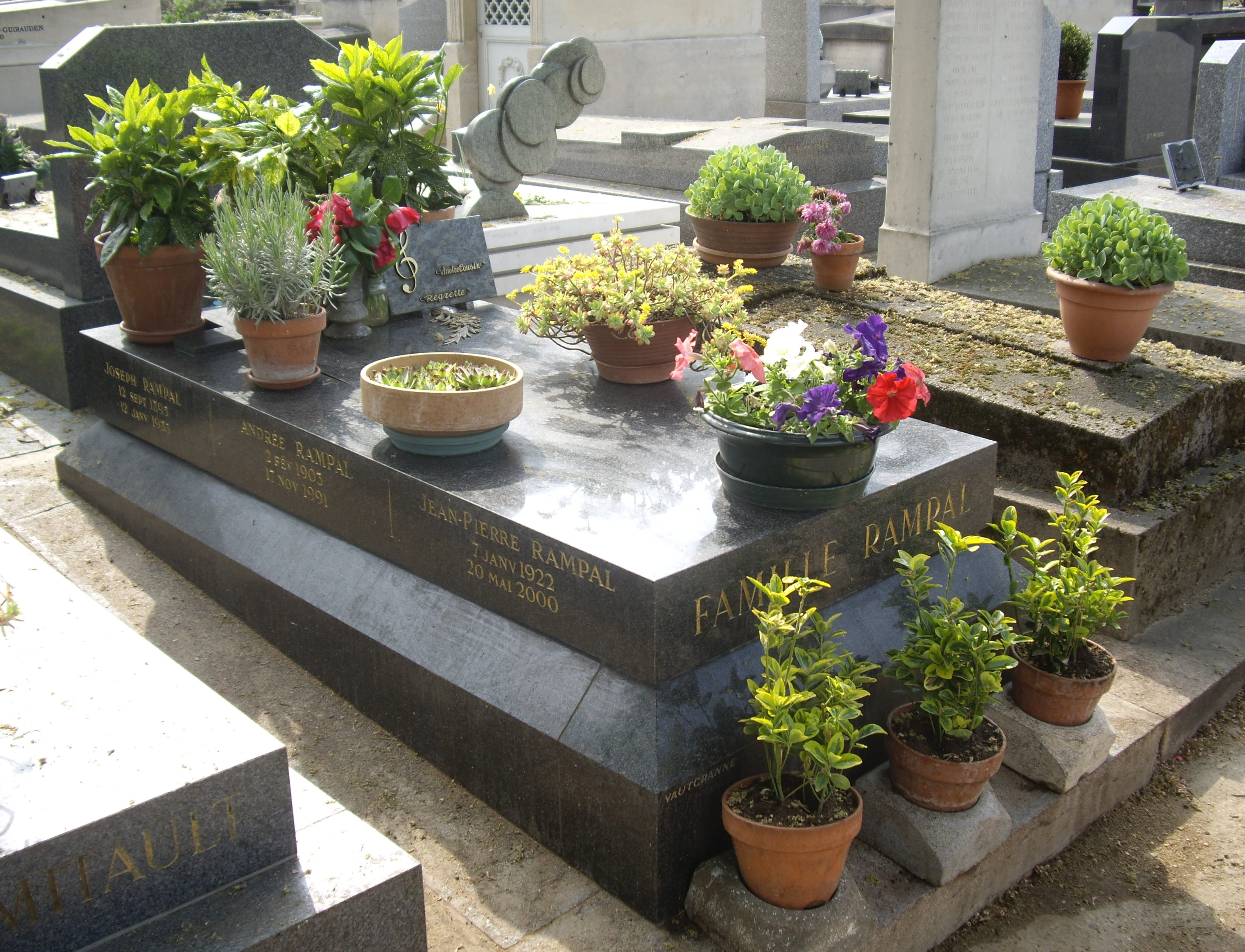
Tomba de Rampal en Cementiri Montparnasse

Rampal i la seva muller arpista Françoise, Bacqueryrisse née, eren casats 7 de juny de 1947. Feien la seva casa a París, vivint a l'Avenue Mozart apropiadament anomenat. Tenen dos nens, Isabelle i Jacques Jean. Cada any estiuejava a la seva casa a Còrsega, on Pierre de Jean podia complaure la seva passió per navegació esportiva, pesca i fotografia. Conegut pel seu amor de bon menjar, li agradava mantenir una regla privada on sigui que se n'anava sobre la gira que menjaria "només la cuina del país" era en, i desitjava els seus sopars postconcert amb agradar. Desenvolupava un fondness particular per a la cuina japonesa, i el 1981 escrivia una introducció a El Llibre de Sushi escrit per un xef i un professor de sushis mestre.
L'autobiografia de Rampal, Música, el meu amor, apareguda el 1989 (publicat per Casa Fortuïta).

### Deixant l'escenari
En anys posteriors, Rampal seguia el testimoni del conductor amb més freqüència, però continuava jugant bé al seu últim 70. L'últim treball d'importància dedicada a ell era el Concert de Flauta de Krzysztof Penderecki, que ell premiered a Suïssa el 1992, seguit per la seva primera actuació a Amèrica en el Centre de Lincoln. L'últim recital públic de Rampal es tenia a l'Élysées Mastega de des de Teatres a París el març de 1998, quan tenia 76 anys; realitzava treballs per Mozart, Beethoven, Czerny, Poulenc, i Franck. El seu últim enregistrament es feia amb el Trio Pasquier i el flautista Claudi Arimany (trio i quartets per Mozart i Hoffmeister) a París el desembre de 1999.
Flautist Eugenia Zukerman observat: "Jugava amb un paleta tan ric de color a un camí que poques persones havien fet abans i ningú de llavors ençà. Tenia una habilitat per imbuir so de la textura i contingut de claredat i emocional. Era un virtuós que enlluernava, però més que tot era un poeta suprem." Els, els administradors i personal de Rebedor Carnegie a Nova York, on Rampal havia realitzat 45 vegades durant un període de 29 anys, el saludaven com " un dels flutists més grans del 20è Segle i un dels alcohols musicals més grans del nostre temps." La necrologia en Le Monde el reclamat per ser no menys de "Flauta de L'inventeur de la" i celebrava totes les característiques musicals que encisaven audiències a escala mundial: la sonorite sublim, frases de la vivacite des, de bonheur d'impressió de la virtuosite laissaient une, de joie un ses auditeurs ".
James Galway, el successor globalment conegut de Rampal com "L'Home amb la Flauta Daurada", li dedicava actuacions i recordava en qualsevol altre lloc com a adolescent havia estat captivat pel so de "la tècnica fluida" de Rampal i "la bellesa del seu to". Per a un músic jove durant els anys 1960, deia, escoltar els enregistraments de Rampal "era un pas a les estrelles fins on flauta jugar estava afectat". Recordava també l'encoratjament generós que Rampal li donava després de les seves reunions a París. Del mort del seu "heroi", Galway se sumava: "Era la primera influència essencial en la meva vida i sóc encara agraït per tot allò que mai em feia. Era una gran influència al món de flautes i el món musical en general, donant un encant que realçava les seves quotidianitats a la gent corrent a través de la seva música que fa."
Al funeral de Rampal, els flautistes amics varen tocar l'Adagio del Segon Concert de Flauta de Boismortier en La Menor en reconeixement de la seva passió eterna per la música barroca en general i de Boismortier en particular.
Jean-Pierre Rampal està enterrat al Cementiri de Montparnasse, París.

## Honors
Durant la seva vida, Rampal tenia molts honors atorgats a ell. Els seus uns quants Gran Prix Du Disque des de premis inclosos de Cros de Charles de L'Académie per al seu enregistrament de l'Op de Vivaldi. 10 concerts de flautes (1954), el seu enregistrament de concerts per Benda i Richter (1955) amb l'Orquestra de Cambra de Praga (Milà Munclinger), i el 1976 el Gran anunci Prix honorem du Président de la République per a la seva carrera d'enregistrament global per datar. També rebia el "Réalité" Oscar du Premier Virtuose Francais (1964), el Premi Edison; el Prix Mondial du Disque; el Premi musical Léonie Sonning de 1978 (Dinamarca), el Prix d'Honneur de 1980 del 13è Montreux World Recording Prize per a tots els seus enregistraments; i la Medalla de CLUB de LOTOS de Mèrit per la consecució de la seva vida. El 1988, se'l creava President d'honneur de l'Associació de Flauta Francesa "La Traversière", mentre que el 1991 l'Associació de Flauta Nacional d'Amèrica li donava el seu premi de Consecució de Vida inaugural.
Els honors estatals incloïen ser fet Cavaller de la Legió d'Honor (1966) i Officier de la Légion d'Honneur (1979). També se li feia un Commandeur de l'Ordre du Mérite Nacional (1982) i Commandeur de l'Ordre des Arts et Lettres (1989). La Ciutat de París li atorgava el Grande Médaille de la Ville París (1987), i el 1994 rebia les Arts de Trophée des del Franco-American French Institute Alliance Française "per salvar Cultures franceses i americanes a través de la seva música magnífica". El 1994 l'Ambaixador del Japó atorgava l'Ordre a Rampal du Tréasor Sacre, la distinció més alta presentada pel govern japonès, en el reconeixement d'haver inspirat una generació nova d'intèrprets de flautes que aspiren en aquell país. Estranyament, que suportés fama internacional segur, Rampal mateix venia a sentir que en anys posteriors que la seva pròpia reputació dins del seu nadiu França tenia dins disminuïa algun camí. Era "curiós", escrivia Le Monde el 1990, que cap crític de música francès no semblava prendre cap avís dels seus últims enregistraments: "Tot continua com si no existís", deia; "Això no importa; Encara jugo a plenes cases."
Però després de la seva mort, no hi havia cap escassetat de premis públics per reflectir el fet que era en efecte una font d'orgull nacional.
La competició de flauta de Jean-Pierre Rampal, començada en el seu honor en 1980 i obert a flautistes de totes les nacionalitats aguantades després de 8 de novembre de 1971, es considera trianualment com a part del de De Ville de la
 de d'internationaux Concours París.
El juny de 2005, L'associació Jean-Pierre Rampal es fundava a França per perpetuar l'estudi i apreciació de la contribució de Rampal a l'art de jugar flautes. Entre uns altres projectes, que inclouen mantenir l'Arxiu Jean-Pierre Rampal, l'Associació ha col·laborat en el realleujament a l'etiqueta d'Horitzons de Primer Ministre d'un cert nombre de primeres actuacions Rampal en disc compacte.

## Discografia
Els primers enregistraments de Rampal que, 1946-1950, eren en discs de 78 rpm, molts per al "Boite" parisenc un Musique" etiqueta. Amb l'obertura de l'era de 33 rpm Lp, enregistrava per a més de 20 etiquetes diferents entre 1950 i 1970. Entre el més significatiu d'aquests era l'etiqueta d'Erato francesa, fundada el 1953, per qui feia aproximadament 100 enregistraments. El 1964 de manera sola ell 17 àlbums enregistrats, incloent-hi tres conjunts complets de peces de flautes per Mozart, Handel, i Beethoven, a més a més a concerts i uns altres treballs. El 1979, signava un contracte exclusiu amb l'etiqueta Cbs (Sony Classical posterior), i hi feia més de 60 àlbums.